# Bonarów-Działki
Bonarów-Działki est une localité polonaise de la gmina de Słupia, située dans le powiat de Skierniewice en voïvodie de Łódź.